# Villers-la-Ville (Belgia)
Villers-la-Ville (nld. Villers-de-Stad; wa. Viyé-l'-Veye, Vilé-l'-Veye) – miejscowość i gmina (commune) w środkowej Belgii, w Regionie Walońskim, w prowincji Brabancja Walońska, w okręgu Nivelles. 1 stycznia 2024 r. liczyła 11 114 mieszkańców.

## Podział administracyjny
W skład gminy wchodzą cztery dzielnice (section):
- Marbais
- Mellery
- Tilly
- Sart-Dames-Avelines